# Valdaracete
Valdaracete és un municipi de la Comunitat Autònoma de Madrid situat entre els municipis de Carabaña, Brea de Tajo, Estremera i Villarejo de Salvanés.

## Demografia
| 1991 | 1996 | 2001 | 2004 |
| ---- | ---- | ---- | ---- |
| 682  | 650  | 604  | 621  |